# 3.º Distrito Congressional do Arizona
O 3.º Distrito Congressional do Arizona é um dos nove distritos do estado na Câmara dos Representantes dos Estados Unidos. Inclui a maior parte do sul, oeste e centro de Phoenix, além de uma parte ao sul de Glendale.
Nas eleições de 2024, a democrata Yassamin Ansari venceu o republicano Jeff Zink com 70,9% dos votos.